# LNWR classe Improved Precedent
La Classe Improved Precedent (ou Renewed Precedent) du London and North Western Railway est un modèle de locomotives à vapeur de disposition d'essieux 120 « Porter » (2-4-0 dans la nomenclature britannique). Destinées aux trains de voyageurs rapides, elles sont une évolution des locomotives de la classe Precedent de 1874. 158 ont été produites entre 1887 et 1901 en remplacement de locomotives des classes Newton et Precedent. Les dernières Improved Precedent sont retirées du service en 1933 par le London, Midland and Scottish Railway.

## Histoire

### Origines
En 1874, Francis Webb (en), ingénieur en chef du London and North Western Railway, crée les locomotives de la classe Precedent pour reprendre le service des express jusqu'ici confié aux locomotives des classes Lady of the Lake, à un seul essieu moteur, et Samson, de disposition 120.
La classe Samson, équivalent à grandes roues des Precedent également mises au point en 1874, est une locomotive de disposition 120 dont les deux cylindres intérieurs de 640 mm de diamètre et 410 mm de long entraînent le premier essieu moteur, lequel actionne le second essieu moteur par le biais d'un essieu coudé. Le foyer est fort profond ce qui ne permet pas de relier le second essieu aux cylindres par une distribution intérieure. Les longerons du châssis ont 7⁄8 de pouce (22 mm) d'épaisseur et la série  porte le nom de son premier exemplaire, baptisé Precedent. Un total de 70 ont été produites jusqu'en 1882.
Prenant fait et cause pour le compoundage, Francis Webb a créé en 1882 ses premières locomotives Compound (classe Experiment). La motorisation repose sur deux cylindres extérieurs à haute pression, agissant sur le second essieu moteur, expulsant la vapeur vers un unique cylindre intérieur, de grand diamètre, qui actionne le premier essieu moteur. Afin de limiter les masses en mouvement, Webb n'a pas jugé utile de disposer de bielles d'accouplement, ce qui leur donne un roulement très stable à haute vitesse mais peut entrainer des rotations de roues contradictoires au démarrage. Elles conservent la disposition 120 — ici qualifiée de 1110 — et le diamètre de roues, des Precedent avec un empattement important dû à la présence des trois cylindres et à l'allongement du foyer de la chaudière, elle-aussi dérivée de la classe Precedent. Les 30 Experiment de 1882-1884 sont suivies par les 40 Dreadnought produites à partir de 1884 qui se distinguent par une chaudière à la pression plus élevée et leurs roues au diamètre légèrement abaissé. Francis Webb tentera sans succès de réaliser des locomotives-tender compound et se contentera par la suite d'appliquer cette formule aux locomotives pour express ainsi qu'à des modèles pour trains de marchandises lourds.
Alors que les compounds de Webb se répandent, il reste encore d'anciennes locomotives qui commencent à accuser leur âge. Concédant à reprendre la fabrication de locomotives à simple expansion, Francis Webb réalise une version améliorée des Precedent.

### Mise au point

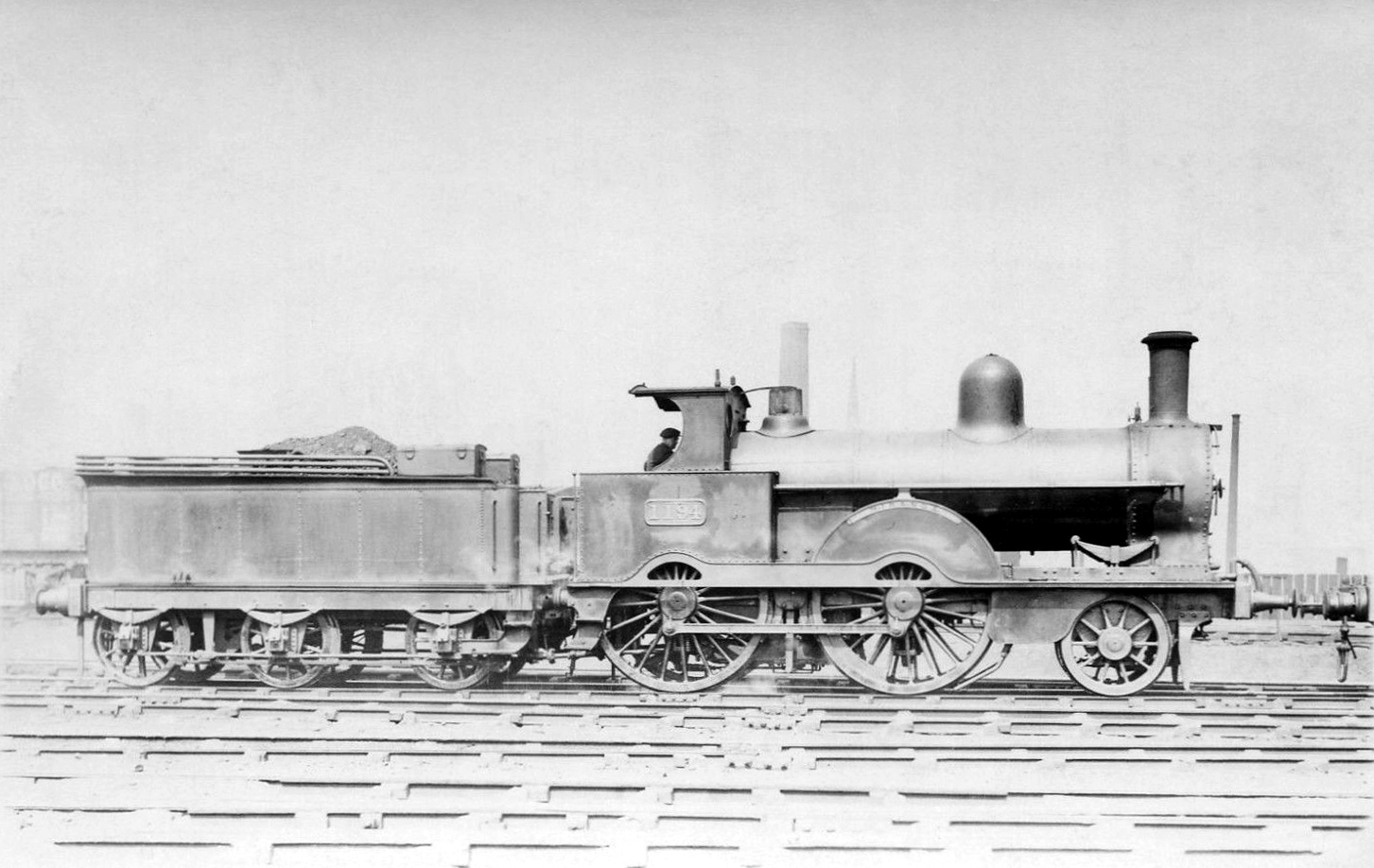
Vue de profil de la no 1194 Miranda de 1897.

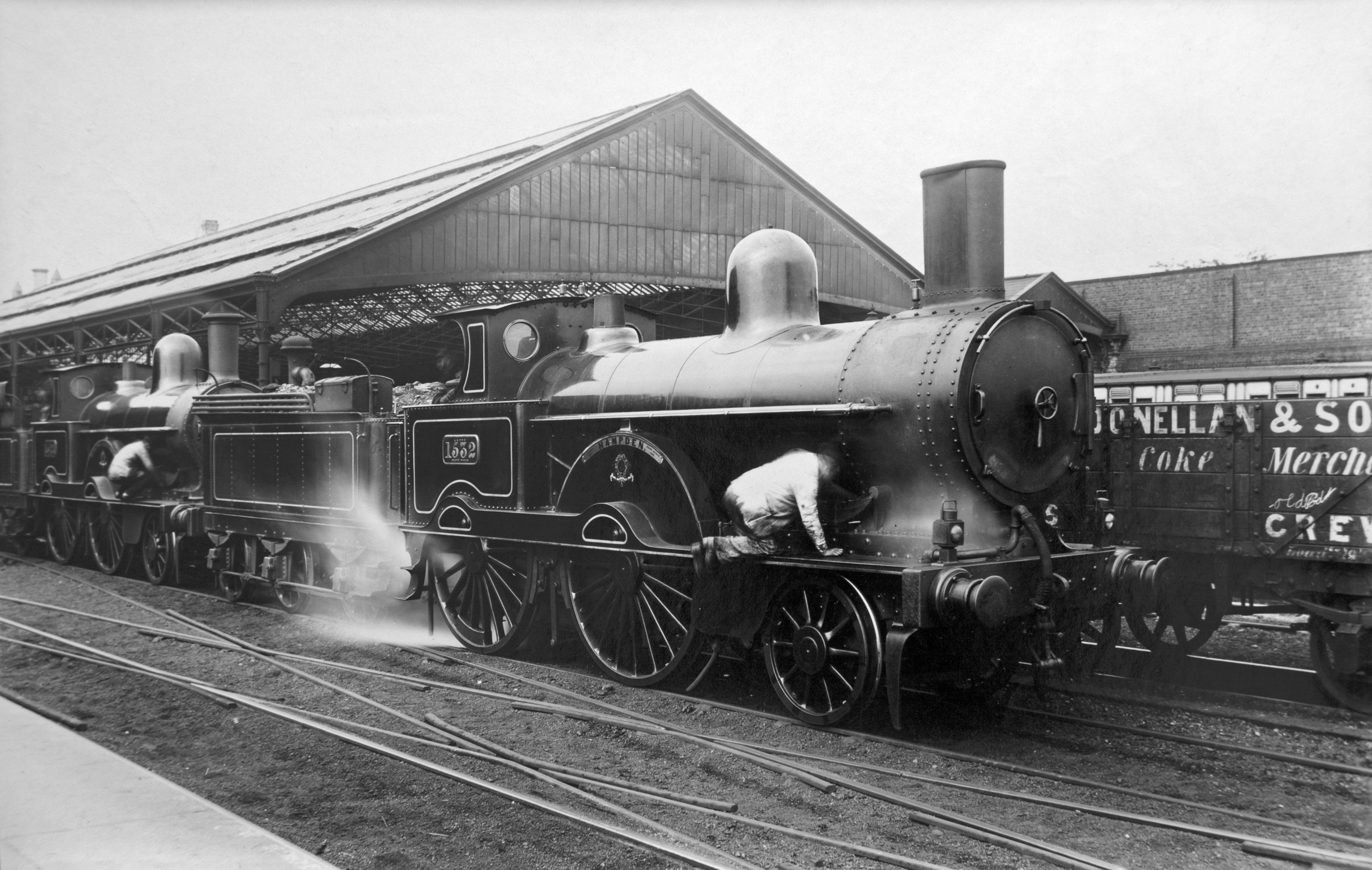
La no 1532 Hampden, avec sa cheminée double expérimentale, en double traction avec une autre Jumbo.

La principale différence avec la classe Precedent est l'emploi d'une nouvelle chaudière timbrée à 150 psi (10,2 atm) au lieu de 140 avec une porte de boîte à fumée ronde. Le diamètre des cylindres, des roues, le type de tender et le dessin de l'abri sont les mêmes que sur les Precedent, en revanche les longerons du châssis sont plus épais : 1 pouce (2,54 cm) au lieu de 7⁄8 de pouce.
Apparues en 1887, ces locomotives désignées « Improved Precedent » ou « Renewed Precedent » ne sont pas exactement des constructions neuves mais le résultat d'un programme de renouvellement aux allures de tour de passe-passe : d'anciennes locomotives, de la classe Newton, sont retirées du service et donnent leurs numéros et leurs noms à un nombre équivalent de nouvelles locomotives sans que rien ou presque des engins démolis ne soit réutilisé sur leurs remplaçants, ce permet de classer la construction des nouvelles locomotives parmi les dépenses en renouvellement et non dans le budget en extension, soumis à davantage de taxes.
Toutes les 96 locomotives de la classe Newton sont renouvelées entre 1887 et 1894. En 1892, une locomotive de la classe Precedent fait l'objet d'un programme moins radical : seule la chaudière est remplacée tandis que le châssis est inchangé. Huit Precedent seront ainsi améliorées jusqu'en 1895. Choisissant finalement la même formule qu'avec les anciennes Newton, le LNWR fait renouveler une première Precedent en décembre 1893, suivie par 60 autres jusqu'en 1897 et deux autres en 1898 et 1901. La série est ainsi forte de 158 exemplaires, qui seront les plus puissantes locomotives à simple expansion de la flotte.
En parallèle, à partir de 1889 le LNWR a également remplacé les 90 machines de la classe Samson par les nouvelles locomotives de la classe Waterloo qui sont identiques aux Improved Precedent à l'exception des roues motrices, ramenées à 1 905 mm afin de circuler sur des lignes plus pentues.
Reprenant le surnom de « Jumbo » dont ont été affublées les dernières locomotives de la classe Precedent, les Improved Precedent sont fréquemment surnommées « Big Jumbo » afin de les distinguer de celles de la classe Waterloo.

### Évolutions
Jusqu’au départ à la retraite de Francis Webb, les Improved Precedent seront les dernières locomotives à tender séparé pour trains de voyageurs dotées express fonctionnant sur le principe de la simple expansion.
Après les Dreadnought, Francis Webb réalise une dernière série de 120 compound à trois cylindres dotées de roues atteignant les 2,95 m et d'un changement de sens revu et corrigé.
Pour la traction des express les plus lourds, Webb crée en 1892 la série des Greater Britain suivie par les John Hick en 1894. Ces immenses machines de disposition 1111 emploient une très longue chaudière dotée d’une chambre de combustion médiane et dont le foyer est disposé en arrière du second essieu moteur. Seuls 20 exemplaires seront réalisés, Webb préparant déjà un modèle plus conventionnel.
Toutes les locomotives rapides réalisées jusqu’alors par le LNWR employaient un unique essieu porteur radial à l’avant pour le guidage et la suspension, bien que la stabilité aux hautes vitesse soit inférieure à celle procurée par un bogie. Prenant note de la disposition compound créée en France par Alfred de Glehn, Webb crée en 1897 la série des Jubilee (40 compound à quatre cylindres et deux essieux porteurs à l'avant) suivies par un nombre égal d'Alfred the Great pourvues d'une chaudière légèrement plus grande. Derniers modèles développés par Webb pour le trafic passagers, ces machines auront elles-aussi leur lot de défauts de sorte qu’en 1902 les « Jumbo » (Improved Precedent et Waterloo) conservent encore la part du lion dans la traction des express au nord de Crewe, en simple, double traction ou assistées par une ancienne classe Problem tractant des rames complètes de voitures à bogies pourvues de l'intercirculation. Au moment de mettre au point les prototypes de la classe Jubilee, Webb avait bien réalisé une 220 à simple expansion baptisée Iron Duke mais les performances et la consommation de charbon avaient été particulièrement décevantes.

### Carrière et services effectués

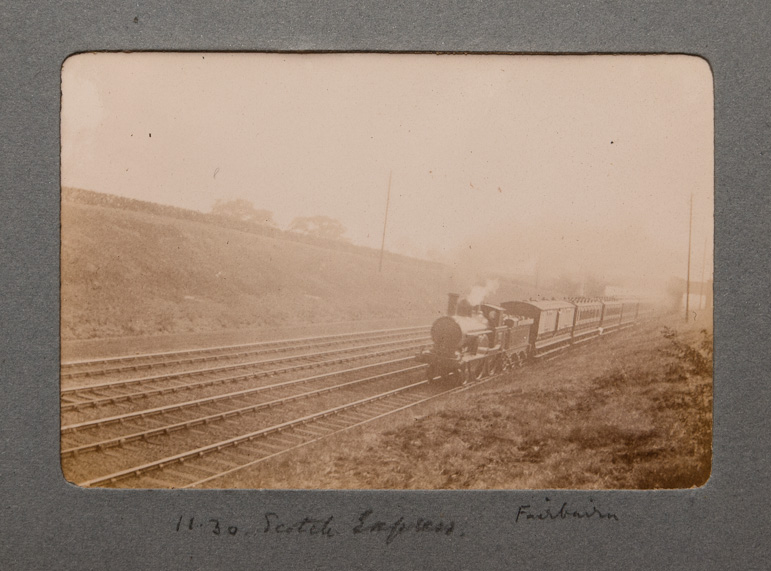
Le Scotch Express confié à la no 870 Fairbairn.

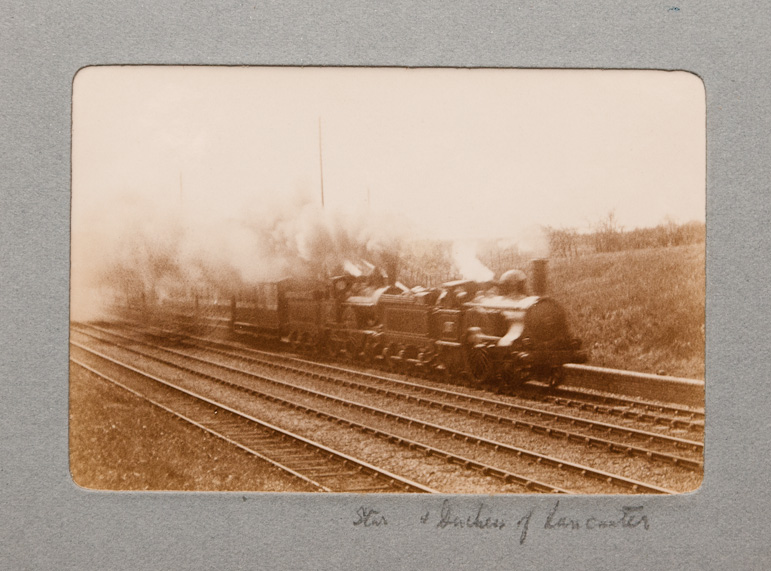
Une Problem Class assistant la no 480 Duchess of Lancaster.

Jusqu'aux premières années du XXe siècle, les Improved Precedent sont utilisées sur tous les types de trains express du réseau LNWR aux côtés de leurs sœurs de la classe Waterloo. Allié au Caledonian Railway pour exploiter l'actuelle West Coast Main Line, le London and North Western sont impliqués à partir de 1888 dans une rivalité  avec le Great Northern Railway associé au North Eastern Railway (East Coast Main Line) afin de réaliser le temps de parcours le plus court entre Londres d'une part et Édimbourg, Glasgow ou Aberdeen de l'autre. Ces compétitions prisées par le public seront médiatisées sous le nom de Course vers le Nord (en) et se feront au prix de nombreux dépassements de la vitesse maximale autorisée, frôlant de peu la catastrophe sur plusieurs sections tortueuses.
Face aux efforts combinés du Great Northern, du North Eastern et du North British Railway pour que leur Special Scotch Express — déjà surnommé Flying Scotsman bien avant que ce nom ne devienne officiel — parvienne à Aberdeen avant le Day Scotch express de leur rival, le LNWR réalise le 22 août 1895 un timing record où la classe Improved Precedent no 790 Hardwicke, attelée au train à Crewe, parcourt les 141 miles (227 km) jusque Carlisle à la vitesse moyenne de 67,1 mph (107,98 km/h) en seulement 2 h 6 malgré le fait que cette section, avec le sommet de Shap, soit la plus difficile du LNWR sur la ligne Londres - Carlisle. Un accident à Preston en 1896 impliquant deux Jumbos poussera à revenir à des temps de parcours plus longs, qui resteront inchangés jusqu'en 1896.
Les deux successeurs de Francis Webb, George Whale (en) et Charles Bowen Cooke (en), abandonneront le système compound et réaliseront des locomotives de disposition 220 à simple expansion fort réussies (les Precursor et George V) ainsi que des conversions des compound à quatre cylindres (Benbow et Renown).
L'arrivée de ces puissantes locomotives et l'apparition de nouvelles ten-wheel pour les trains plus lourds déclenche le remplacement des locomotives pour express du XIXe siècle. Les premières à être retirées de la circulation sont les Experiment et Dreadnought qui s'éteignent totalement en 1904-1905 ; et les antiques Problem à un seul essieu moteur.
Les locomotives no 1670 Ganymède et 1747 John Mayall sont les premières de la série à être radiées, en décembre 1905. Contrairement aux compound de Webb à trois cylindres, qui connaissent une fin rapide, les Improved Precedent et Waterloo disparaissent graduellement, entre trois et neuf chaque année, les machines en bon état étant réaffectées à des services secondaires et à la traction d'express légers. Entre 1906 et 1922, un total de 82 Improved Precedent ont disparu des effectifs. À la création du London, Midland and Scottish Railway en 1923, les 76 exemplaires restants sont numérotés 5004-5079 à la suite des quatre Precedent encore en service. Plusieurs circulent avec la livrée et les matricules du LNWR jusqu'à leur envoi à la démolition ; les autres sont repeintes en livrée LMS noire ce qui dénote leur affectation à des services secondaires. L'effectif se stabilise à 75 unités jusqu'en 1925.
Né de la fusion de plusieurs petites compagnies avec le LNWR et le Midland Railway, le LMS appliquera fidèlement la politique de ce dernier en matière de locomotives qui visait à multiplier les machines de petite taille remorquant des trains rapides en simple ou double traction, ce qui peut expliquer le relatif répit dont ont bénéficié les Improved Precedent, désormais utilisées sur des services régionaux.
Le rythme de mise à la retraite des Big Jumbo s’accélère à partir de 1928 de sorte qu'il ne reste qu'une seule Improved Precedent en service à l'issue de l'année 1932. La LMS 5050 Merrie Castle est radiée en juin 1933.

### Accidents
La no 790 Hardwicke aurait été impliquée en octobre 1895 dans une collision à Preston avec un train de marchandises due à une erreur du conducteur de ce dernier, causant la mort d'une personne.
Le 13 juillet 1896, la no 275 Vulcan pilotée par la no 2196 Shark (une classe Waterloo) déraillent à 40 mph (64,4 km/h) au nord de la gare de Preston dans une courbe limitée à 10 mph (16 km/h). Plusieurs voitures volent en éclats et un passager perd la vie ; le train était heureusement en grande partie vide. Les deux rivaux dans la course vers le Nord avaient déjà mis fin aux tentatives de record opposant leurs deux trains de jour mais rien n'avait encore été statué pour le Scotch Express de nuit, qui a déraillé. L'enquête révéla que le conducteur n'avait jamais auparavant réalisé ce trajet sans devoir s'arrêter à Preston et ignorait le danger de ce virage serré. L'absence de bogie des locomotives de vitesse du LNWR a également été soulignée.
Le 17 septembre 1912 a lieu l'accident ferroviaire de Ditton Junction (en) lorsqu'un train de deux wagons à chevaux et sept voitures tracté par la no 1529 Cook aborde à 60 mph (96,5 km/h) un aiguillage limité à 15 mph (24 km/h). La locomotive est détruite et les six voitures de tête, dont certaines avaient encore l'éclairage au gaz, prennent feu tuant les deux conducteurs et 13 passagers.
Le train Irish Mail remorqué à pleine vitesse par la no 1189 Stewart et une 220 classe Renown déraille sur une section de voie venant d'être endommagée par la chute d'une goupille de bielle d'une locomotive circulant sur la voie attenante. Cet incident malchanceux sera la cause d'une catastrophe ferroviaire (en) où 10 occupants de l'Irish Mail perdent la vie, les 2 locomotives et les 15 voitures ayant déraillé et en partie dévalé le talus.

### Préservation
La no 790 Hardwicke de 1892 qui s'était distinguée par son record de vitesse en 1895 appartient au Musée national des chemins de fer. Remise en état de marche en 1976, elle a remorqué quelques trains historiques, a figuré au musée d'York et se trouve maintenant (2023) dans celui de Shildon. Peinte en livrée LNWR noire, les plaques de son nom de baptême indiquent encore la date de construction (août 1873) de la Newton originelle.

La n°790 Hardwicke
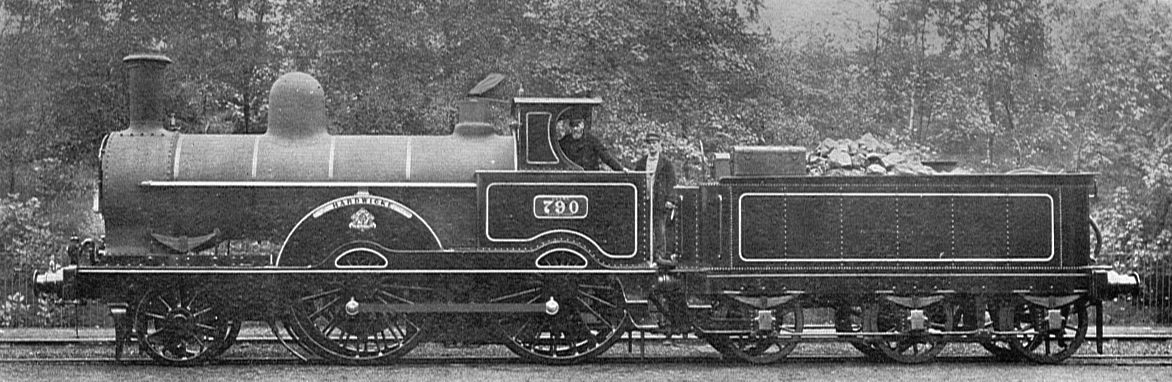
Vers 1907.
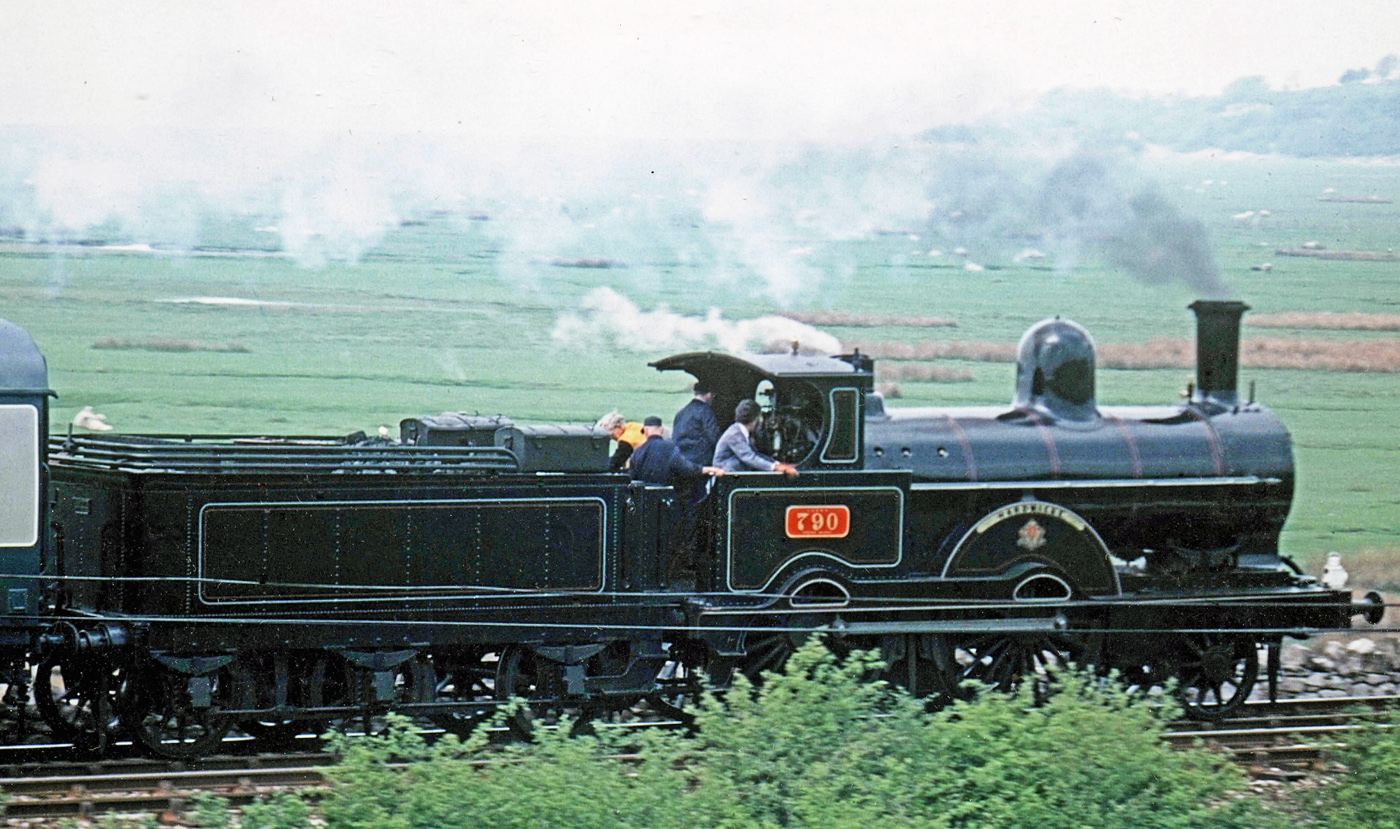
Remise en état de marche (1976).
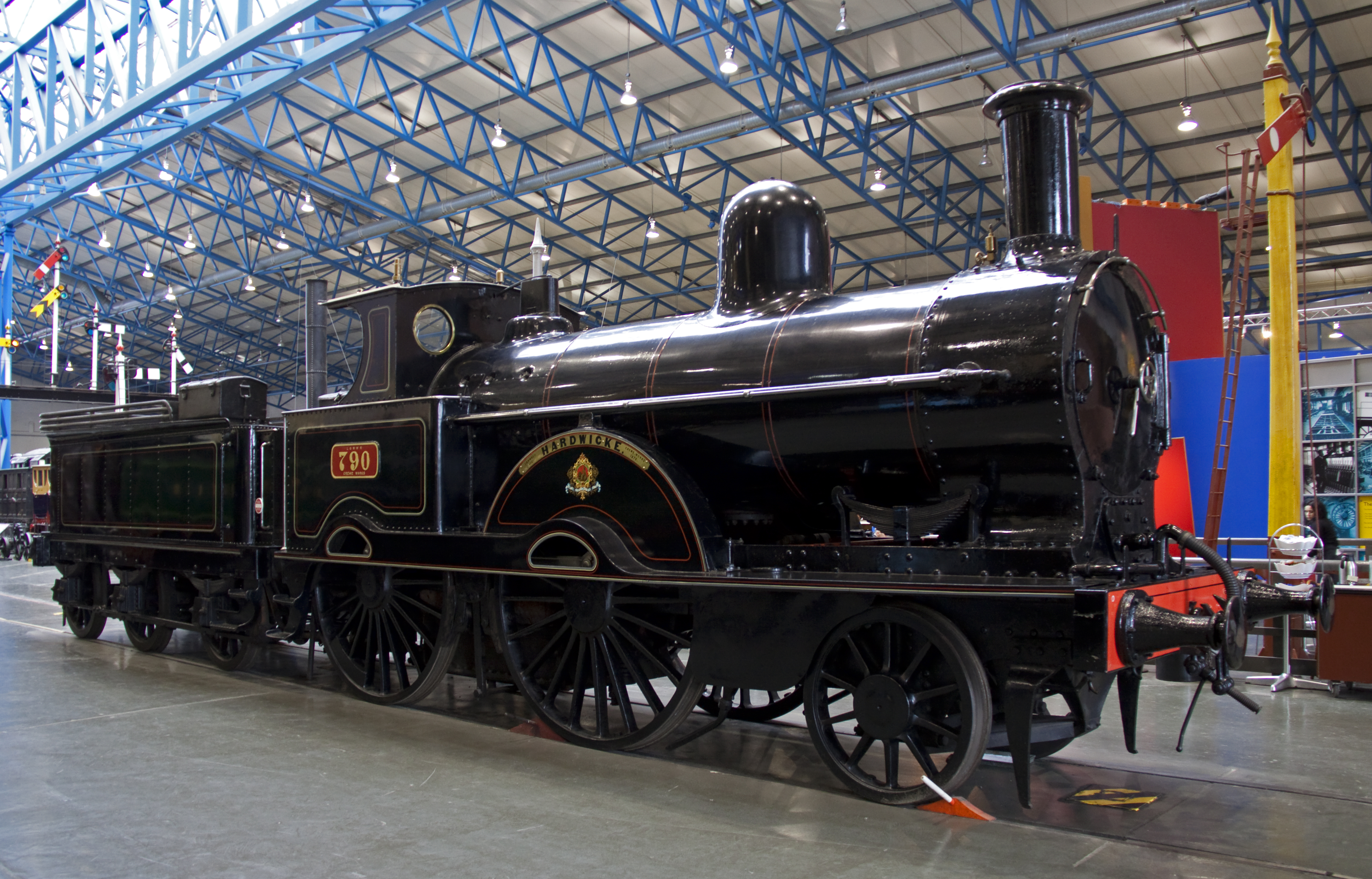
Au musée d'York.
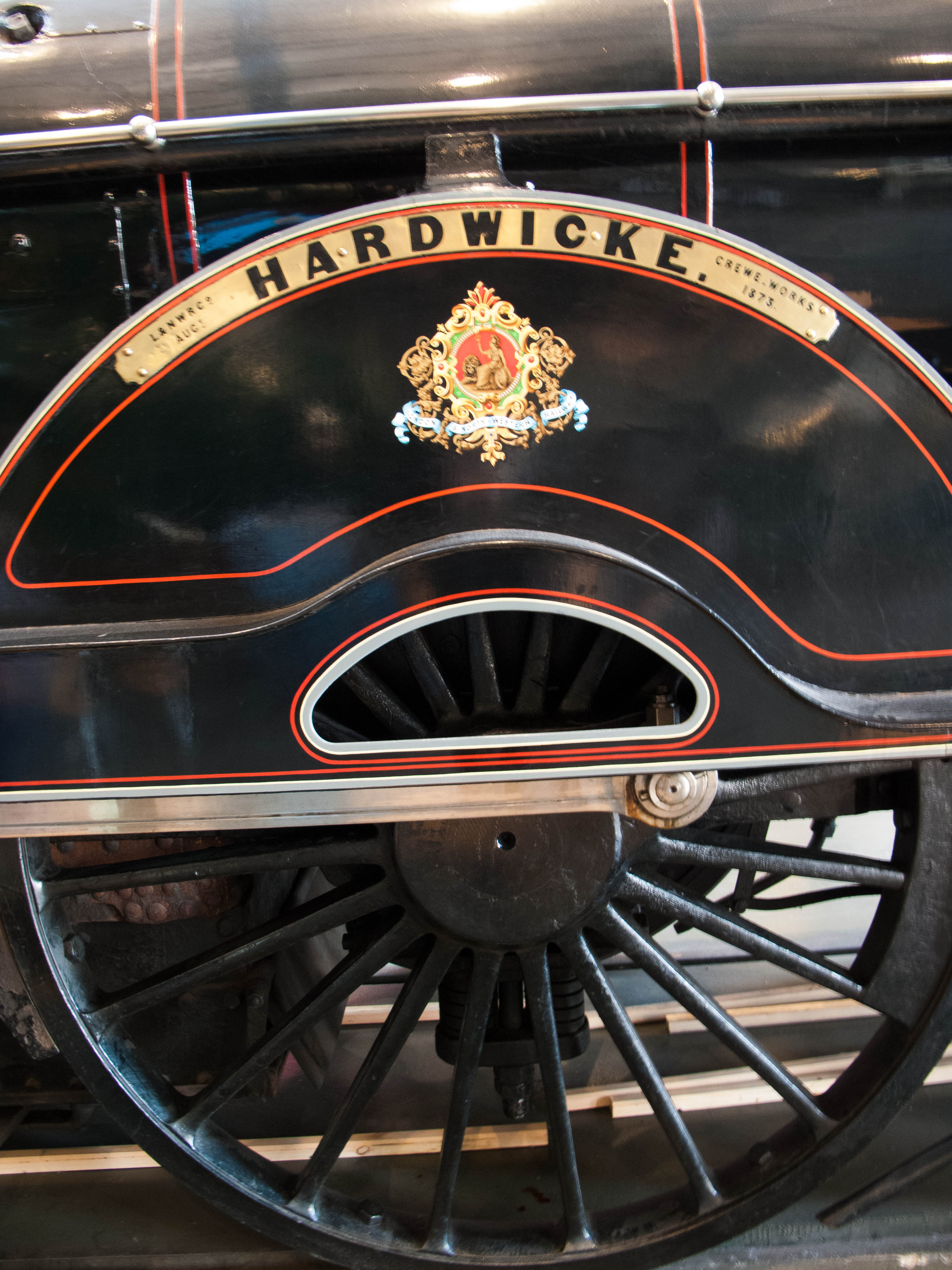
Nom sur le couvre roue.